# Campagne d'Afrique du Sud-Ouest
Première Guerre mondiale
Batailles
Front d'Europe de l’Ouest
- Frontières (8-1914)
- Liège (8-1914)
- Namur (8-1914)
- Dinant (8-1914)
- Anvers (9-1914)
- Grande Retraite (9-1914)
- 1re Marne (9-1914)
- Course à la mer (9-1914)
- Yser (10-1914)
- 1re Ypres (10-1914)
- 1re Messines (10-1914)
- Hartmannswillerkopf (1-1915)
- Neuve-Chapelle (3-1915)
- 2e Ypres (4-1915)
- Artois (5-1915)
- Artois (9-1915)
- Loos (9-1915)
- Verdun (2-1916)
- Hulluch (4-1916)
- Somme (7-1916)
- Arras (4-1917)
- Vimy (4-1917)
- Chemin des Dames (4-1917)
- 2e Messines (6-1917)
- 3e Ypres (7-1917)
- Cote 70 (8-1917)
- 1re Cambrai (11-1917)
- Offensive du Printemps (3-1918)
- 4e Ypres (4-1918)
- Michael (5-1918)
- 2e Marne (5-1918)
- Aisne (5-1918)
- Bois Belleau (6-1918)
- Château-Thierry (7-1918)
- Le Hamel (7-1918)
- Amiens (8-1918)
- Cent-Jours (8-1918)
- L'Ailette (9-1918)
- 2e Cambrai (10-1918)

Front italien
- 1re Isonzo (6-1915)
- 2e Isonzo (7-1915)
- 3e Isonzo (10-1915)
- 4e Isonzo (11-1915)
- 5e Isonzo (3-1916)
- 6e Isonzo (8-1916)
- 7e Isonzo (9-1916)
- 8e Isonzo (10-1916)
- 9e Isonzo (11-1916)
- 10e Isonzo (5-1917)
- Mont Ortigara (6-1917)
- 11e Isonzo (8-1917)
- Caporetto (12e Isonzo) (10-1917)
- Piave (6-1918)
- Vittorio Veneto (10-1918)

Front d'Europe de l’Est
- Stallupönen (8-1914)
- Gumbinnen (8-1914)
- Tannenberg (8-1914)
- Lemberg (8-1914)
- Krasnik (8-1914)
- 1re lacs de Mazurie (9-1914)
- Przemyśl (9-1914)
- Vistule (9-1914)
- Łódź (11-1914)
- Bolimov (1-1915)
- 2e lacs de Mazurie (2-1915)
- Gorlice-Tarnów (5-1915)
- Varsovie (6-1915)
- Lac Narotch (3-1916)
- Offensive Broussilov (6-1916)
- Turtucaia/Tutrakan (9-1916)
- Offensive Flămânda (9-1916)
- Offensive Kerenski (7-1917)
- Mărășești (8-1917)

Front du Moyen-Orient
- Afrique du Nord
- Caucase
- Perse
- Dardanelles
- Mésopotamie
- Sinaï et Palestine
- Ctésiphon (11-1915)
- Kut-el-Amara (12-1915)
- Magdhaba (12-1916)
- Révolte arabe
- Rafa (1-1917)
- Bagdad (3-1917)
- 1re Gaza (3-1917)
- 2e Gaza (4-1917)
- Aqaba (7-1917)
- Beer-Sheva (10-1917)
- 3e Gaza (11-1917)
- Megiddo (9-1918)

Front des Balkans
- Campagne de Serbie
- Bataille du Cer
- Bataille de la Kolubara
- Expédition de Salonique
- Bataille de Doiran (1916)
- Bataille de Monastir
- Bataille de Monastir (1917)
- Bataille de Skra-di-Legen
- Bataille de Dobropolje
- Bataille de Doiran (1918)
- Campagne de Serbie

Front africain
- Laï (8-1914)
- Sandfontein (9-1914)
- Tanga (11-1914)
- Naulila (12-1914)
- Jassin (1-1915)
- Gibeon (4-1915)
- Bukoba (6-1915)
- Mongua (8-1915)
- Salaita (2-1916)
- Beringia (5-1916)
- Negomano (11-1917)

Front océanien et asiatique
- Papeete
- Bita Paka
- Fanning
- Toma
- Tsingtao
- Penang
- Coronel
- Îles Cocos

Bataille de l'Atlantique et de la mer Baltique
- Blocus allié de l'Allemagne
- Odensholm (08-1914)
- 1re Heligoland (08-1914)
- Action du 22 septembre 1914
- Falklands (12-1914)
- Dogger Bank (01-1915)
- Gotland (07-1915)
- Golfe de Riga (08-1915)
- Yarmouth et Lowestoft (04-1916)
- Jutland (05-1916)
- Funchal (12-1916)
- Combat entre le Leopard et le HMS Achilles
- Pas-de-Calais (04-1917)
- Combat entre le HMAS Sydney et le LZ92
- Détroit de Muhu (10-1917)
- 2e Heligoland (11-1917)
- Croisière de glace (02/03-1918)
- Zeebruges (04-1918)
- 1er Ostende (04-1918)
- 2e Ostende (05-1918)
- Sabordage allemand à Scapa Flow (06-1919)

Bataille de la mer Noire
- 12 octobre 1914
- Odessa (10-1914)
- Novorossiisk
- Feodosia
- Cap Sarytch
- île Kirpen (1re)
- île Kirpen (2e)

La campagne d'Afrique du Sud-Ouest désigne les opérations militaires qui ont eu lieu au cours de la Première Guerre mondiale dans le sud-ouest de l'Afrique. Il s'agit de la conquête des colonies allemandes du sud-ouest de l'Afrique (actuellement la Namibie) par des troupes de l'union d'Afrique du Sud agissant au nom du gouvernement impérial britannique.

## Introduction
Le déclenchement des hostilités en Europe en août 1914 est anticipée par le gouvernement d'Afrique du Sud, ce dernier a conscience de l'importance de sa frontière avec la colonie allemande. Le premier ministre, Louis Botha, informe Londres que l'union d'Afrique du Sud est capable de se défendre seule et que la garnison impériale peut donc partir pour la France. Botha dit au gouvernement britannique que les troupes sud-africaines sont capables d'envahir les colonies allemandes.
Les troupes sud-africaines sont mobilisées le long de la frontière, sous le commandement du général Henry Loukine et le lieutenant-colonel Manie Maritz au début du mois de septembre 1914. Peu de temps après, une autre force occupe le port de Lüderitz.

## La révolte des Boer
En 1914, la seconde guerre des Boers n'est finie que depuis 12 ans. Une partie de la population Boer de l'union d'Afrique du Sud a beaucoup de sympathie pour la cause allemande. Koos de la Rey, qui a lancé un appel à la neutralité, est tué accidentellement selon la version officielle. La tentative de révolte de Christian de Wet et du colonel Maritz est facilement maîtrisée.

## Combats avec les forces allemandes
En mars 1915, les troupes sud-africaines sont prêtes. 67 000 hommes se dirigent en quatre colonnes vers la colonie allemande et contre l'occupation du territoire. Louis Botha lui-même commande la force qui occupe Walvis Bay et Swakopmund, dans le nord du territoire. Pendant cette campagne les forces d'occupation trouvent des mines et des puits empoisonnés. Ils rencontrent aussi de vives résistances. La capitale, Windhoek, est occupée le 12 mai, à cette date les Sud-Africains ont pris la majeure partie du territoire. À ce stade, les sud-africains essayent de persuader les Allemands de se rendre, mais sans réussite. La campagne se poursuit, les forces allemandes sont progressivement réduites dans la partie nord-ouest du territoire. Ils sont défaits à Otavi, le 1er juillet et se rendent à Khorab le 9 juillet 1915.